# Prisión de Chí Hòa
La Prisión de Chí Hòa (en vietnamita: Khám Chí Hòa ) es un recinto penitenciario situado en la Ciudad Ho Chi Minh, en Vietnam. La cárcel es un edificio octogonal en un terreno de 7 hectáreas, que consiste en salas de detención, calabozos, muros de la prisión, torres de vigilancia, e instalaciones y las tierras de cultivo para los presos. La prisión es una de las 12 cárceles nacionales en Vietnam. Originalmente construida por el gobierno colonial francés en Indochina en 1943 (o 1939) para sustituir a la Gran Prisión de Saigón, la prisión fue utilizada ampliamente por todos los gobiernos sucesivos de Vietnam. Debido a su arquitectura compleja y eficaz, la prisión es considerada una de las cárceles de máxima seguridad en Vietnam ya que sólo ha habido dos fugas con éxito en su historia. 